# Extrême droite en Israël
 (août 2014).
Si vous disposez d'ouvrages ou d'articles de référence ou si vous connaissez des sites web de qualité traitant du thème abordé ici, merci de compléter l'article en donnant les références utiles à sa vérifiabilité et en les liant à la section « Notes et références ».
L’extrême droite en Israël est une notion renvoyant au positionnement politique des partis israéliens sur l'échiquier politique, en évolution depuis les débuts du sionisme. Le terme est employé pour toutes les associations nationalistes, conservatrices et qui prônent une certaine hostilité envers les Palestiniens et la création d'un État palestinien, voire racistes (pour certains partis palestiniens) ou ultranationalistes et anti-arabes (pour certains partis israéliens).

## Idéologie
L'idéologie des mouvements d'extrême droite israélienne est surtout basée sur le nationalisme, le conservatisme social et la plus ou moins grande hostilité envers les mouvements pro-palestiniens ou les Palestiniens eux-mêmes. Il existe deux grands mouvements d'extrême droite israélien :
- les laïques prônant le sionisme révisionniste et le néosionisme modéré et parfois l'ultranationalisme ;
- les religieux prônant aussi le sionisme révisionniste et un néosionisme radical mais aussi le nationalisme religieux et le sionisme religieux et parfois même le kahanisme.

## Extrême droite laïque

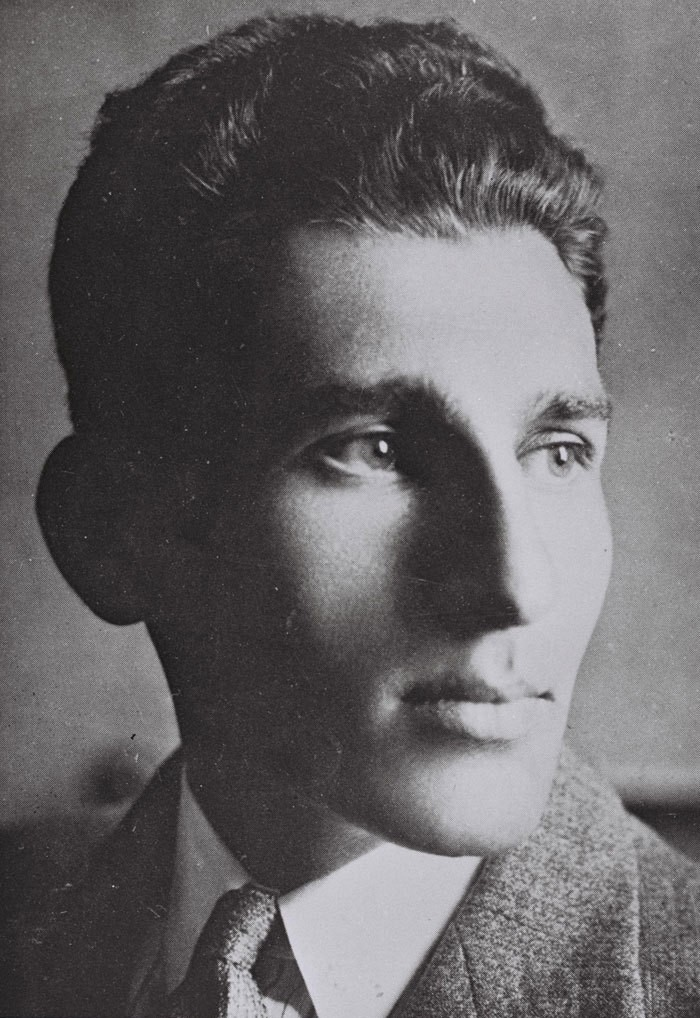
Photo non datée d'Avraham Stern

Sa première organisation date de 1931, avec Brit Ha’Birionim. Il s’agit d’une faction interne au Parti révisionniste, dont certains membres déçus de la gauche sioniste affichent maintenant des sympathies fascistes (Abba Ahiméir, le poète Uri Zvi Greenberg et le médecin et écrivain Yehoshua Yevin). L’organisation paramilitaire Lehi, créée fin 1940, reprendra bon nombre de leurs thèses, du moins jusqu’à la mort de son premier leader, Avraham Stern en 1942. Après la création de l’État d’Israël, ce courant n’est plus guère actif, mais reste cependant vivant à travers des intellectuels comme Israël Eldad, un ancien dirigeant du Lehi. On voit réapparaître ce courant après les accords de Washington de mars 1979, qui restituent le Sinaï à l’Égypte.
La question de l’organisation sociale est secondaire. Ils ont selon les époques adopté des positions « sociales » ou « libérales ». Ce qui est historiquement au centre, c’est la revendication du « Grand Israël ». Si l’annexion de la Jordanie n’est plus guère défendue, celle de la Cisjordanie et de la bande de Gaza reste centrale. La question de la démographie arabe sera réglée par un « transfert » vers les pays arabes, ou par une privation du droit de vote.
On trouve aujourd’hui les partisans de ce courant dans plusieurs petites organisations, en particulier dans les tendances laïques de l’« Union nationale » ou du Moledet.
Preuve de l'évolution profonde de la droite nationaliste sur la question du « Grand Israël », un autre parti qu'on pourrait classer comme à l'extrême droite, Israël Beiteinu (« Notre Maison Israël », un parti essentiellement russophone) de Avigdor Liberman, propose pour les élections de 2006 non seulement de quitter la fraction de la Cisjordanie la plus peuplée par les Arabes palestiniens (environ 40 %), mais de réaliser un échange de territoires avec eux. Il s'agit de donner certaines parties du territoire israélien (dans ses frontières de 1949) aux Palestiniens : celles qui sont les plus peuplées par les Arabes israéliens. Lieberman a même proposé de quitter certains quartiers arabes de Jérusalem, pour des raisons démographiques. Cette nouvelle approche de la droite radicale n'est donc plus centrée sur le territoire (même si les annexions envisagées représentent 60 % de la Cisjordanie), mais sur l'établissement d'un État avec le moins d'Arabes possible. Cette position est donc proche de celle d'Ariel Sharon et du parti Kadima, mais en plus affirmée : à la fois plus d'annexions de territoires sans Palestiniens en Cisjordanie, et des retraits de territoires israéliens. Cette position est en totale rupture avec l'histoire politique de la droite sioniste.
Mais preuve de l'évolution de l'extrême-droite, les élections de mars 2006 ont apporté onze sièges sur 120 à Israel Beytenou, soit plus que les neuf sièges de l'Union Nationale (qui regroupe l'extrême droite religieuse et laïque). Une partie de ce succès doit cependant être attribuée à l'autre spécificité du programme d'Israel Beytenou : la défense des immigrants venus de l'ancienne URSS.

## Extrême droite religieuse

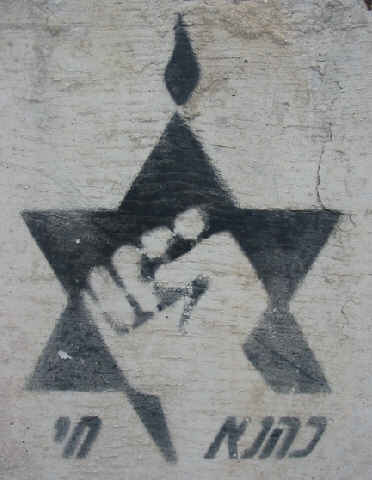
Logo du Kach.

Elle exprime de façon radicale les positions en faveur du Grand Israël et d’un État religieux. Ses membres se retrouvent dans certaines factions du Parti national religieux, au Kach, ou dans d’autres petits groupes extraparlementaires.
Cette tendance est très présente dans les colonies religieuses et dans certaines Yechivot (écoles religieuses). « L'Occident libéral parle du règne de la démocratie, de l'autorité de la majorité, tandis que le judaïsme parle de l'autorité divine, qui est immuable et n'est pas sujette à l'urne ou à l'erreur d'une majorité… C'est le joug de Dieu, l'effacement de notre volonté devant la Sienne qui constitue le principe essentiel du Judaïsme ». Actuellement, le principal parti d'extrême droite religieux est Le Foyer juif, parti nationaliste-religieux et néosioniste, qui est arrivé sixième lors des élections législatives de 2015 et demande notamment l'annexion d'une partie de la Cisjordanie.
Dans les années 1970, des partis politiques séfarades religieux apparaissent : le Tami en 1981, le Shass en 1984 et le Gesher en 1996. Mais comme ils ne sont pas nationalistes et ne sont pas contre la création d'un État palestinien, ces partis ne sont que des partis politiques ethniques qui représentent les juifs religieux[réf. nécessaire].

## Liste d'organisations d'extrême droite
- Israel Beytenou[3],[4]
- Brit Ha’Birionim
- Lehi
- Jewish Defense League
- Kach
- Le Foyer juif
- Parti national religieux
- Union nationale (Israël)
- Moledet
- Hérout
- Eretz Yisrael Shelanu
- Tkuma
- Hatikva
- Front national juif
- Otzma LeYisrael
- Lehava
- Likoud[5]

## Personnalités d'extrême droite
- Naftali Bennett
- Michael Ben-Ari
- Avraham Stern
- Meir Kahane
- Uri Zvi Greenberg
- Abba Ahiméir
- Ben-Zion Gopstein